# Advanced Micro Devices
Advanced Micro Devices (in acronimo AMD) è una multinazionale statunitense produttrice di semiconduttori con sede a Sunnyvale, in California. È uno dei leader mondiali nella produzione di CPU per il mercato consumer, workstation e server; di chip grafici integrati e discreti dopo la fusione con ATI oltre che di chipset.
Si classifica seconda al mondo nella produzione di microprocessori con architettura x86, dopo Intel, con una quota del 27,7% (dati del Q1 2021) in vendite; mentre nella produzione di chip grafici si trova in terza posizione preceduta da Intel e da NVIDIA.
La compagnia possiede anche il 21% di Spansion, un fornitore di chip di memoria flash e il 34% di The Foundry Company, abbreviata in TFC. Attualmente la produzione di chipset e chip grafici AMD è affidata a TSMC, la più importante fonderia taiwanese, mentre la produzione di CPU è in buona parte affidata a GlobalFoundries. Il 25 agosto 2011 il consiglio di amministrazione ha nominato Rory Read A.D. della società, l'8 ottobre 2014 è Lisa Su a prendere l'incarico di CEO. Il 14 febbraio 2022 AMD conclude l'acquisizione di Xilinx.

## Storia

### Primordi (1969-1997)
Il 1º maggio 1969 Jerry Sanders e sette amici fondano la Advanced Micro Devices. Nel 1975 lanciano sul mercato la prima memoria RAM marchiata AMD, la Am9102. Inoltre lo stesso anno presentano AMD 8080, una variante dell'Intel 8080 che lancia l'azienda di Sunnyvale nel mondo dei microprocessori. In questo periodo AMD vede un aumento della produzione dei propri prodotti del 60% annuo.
Intorno al 1980 AMD si impone come uno dei principali concorrenti di Intel nel mercato dei processori x86-compatibili. Dal 1979 al 1981 il fatturato è più che raddoppiato.

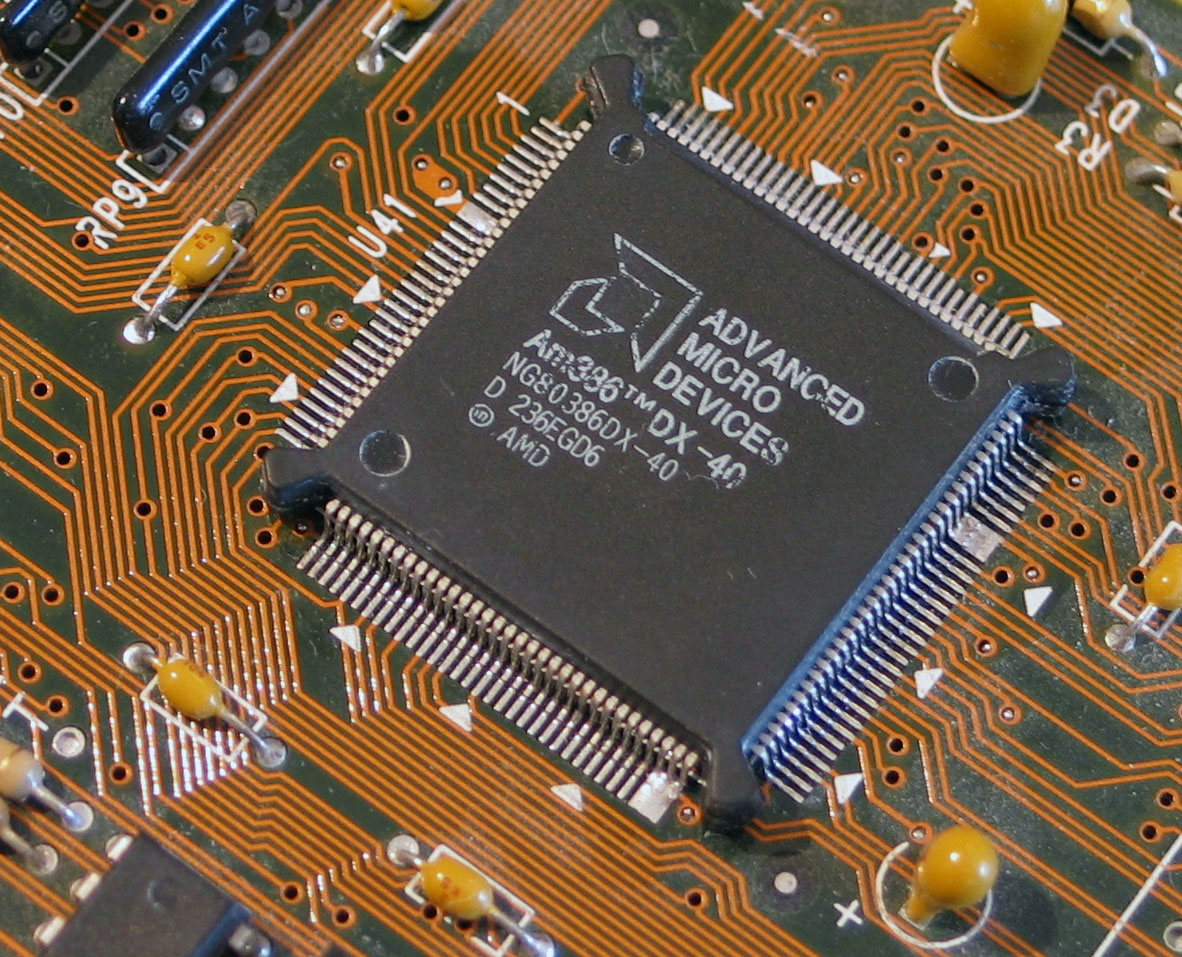
Processore AMD Am386DX

Dal 1991 AMD riesce a rompere il monopolio della concorrenza nel panorama dei processori con l'Am386 e nel 1993 lancia la famiglia di processori Am486. Durante gli anni novanta parallelamente allo sviluppo dei processori si ha un forte sforzo dell'azienda nella ricerca e innovazione riguardo alle memorie. Dalle EPROM, alle EEPROM ed infine alle memorie Flash lo sforzo della compagnia è notevole in tutti i campi, fra cui la ricerca della continua miniaturizzazione dei componenti.

### Dal K6 al K6-III (1997-2000)
Verso la metà degli anni novanta AMD propone la serie di processori AMD K6, per poi passare al AMD K6-II e al AMD K6-III ed infine, nel 1999, all'Athlon. Grazie a questi prodotti la quota di mercato di AMD sale nettamente, e i suoi microprocessori diventano una alternativa reale a quelli di Intel. Nel 2000 AMD annuncia l'uscita dei propri processori per PC portatili AMD K6-II+ e AMD K6-III+ nonché, verso la fine dell'anno, del Chipset AMD-760 con supporto alle memorie DDR.

### L'Athlon (2000-2003)
Nel 2000, anticipando di poco Intel, con il processore Athlon rompe per prima l'incredibile (per quegli anni) soglia di 1 GHz di clock e, parallelamente, avvengono molti cambiamenti nell'ambito delle memorie Flash. Il lancio delle memorie 32-megabit Am29BDS323 e 64-megabit Am29BDS643 pone le basi per le future memorie Flash per cellulari e lettori MP3 portatili.
Nel 2001 la compagnia di Sunnyvale presenta i processori Athlon XP per quanto riguarda il segmento desktop del mercato, e i processori Athlon MP per il segmento Server, con più di un processore per scheda madre. Durante il 2002 commercializza i primi processori con tecnologia costruttiva a 0,13 micron e, verso la fine dell'anno, apre l'AMD Developer Center, un canale diretto con i propri partner per accelerare la ricerca di software ed hardware a sostegno di AMD. Parallelamente durante questi due anni prosegue la ricerca in ambito memorie con la costruzione delle prime memorie Flash con tecnologia costruttiva a 0,17 micron, le prime memorie Flash x32 ad alta densità (128Mb NOR Flash memory device) e memorie a basso consumo come la "1,8-volt 64 Megabit Flash memory device" specificatamente creata per il mercato mobile.

### Anni recenti (dal 2003 in poi)
Dal 2003 in poi AMD ha continuato ad investire in ricerca, proponendo molte soluzioni sia in ambito processori sia in ambito memorie: fra i microprocessori si annoverano l'AMD Opteron, CPU destinata ad ambito Server con supporto ai 64 Bit, l'Athlon 64 e l'Athlon 64 FX, CPU destinate ad ambito Desktop con supporto ai 64 Bit ed infine la CPU Sempron, destinata ad un ambito Desktop Entry-level.
Nel 2004 AMD ha presentato le prime CPU Athlon 64 costruite con processo a 90 nm (0,09 micron).
Nel 2005 AMD ha presentato i processori Turion, destinati ad un ambito mobile visto il basso consumo di energia, e i primi processori Dual-core: l'Opteron e l'Athlon 64 X2 che hanno dato un discreto vantaggio alla casa di Sunnyvale sulla concorrente Intel, i cui primi processori per server Xeon Dual-core sono usciti, affrettando i tempi previsti, solo a fine 2005 e non sono stati in grado di competere per quanto riguarda le prestazioni.
Nel 2006 AMD ha acquistato ATI Technologies spendendo 5.4 miliardi di dollari, per recuperare il capitale necessario all'investimento la società ha emesso obbligazioni convertibili per 2.2 miliardi di dollari.
Tutte le CPU di ultima generazione sono costruite con tecnologia a 90 nm e a 65 nm. Parallelamente alla costruzione di nuove CPU AMD continua la ricerca nelle memorie con l'uscita di modelli sempre più capienti e miniaturizzati, nonché dalle richieste di alimentazione sempre più esigue.
Il 19 novembre 2007 AMD ha presentato le nuove CPU Phenom costruite, sono le prime CPU quad-core native e sono basate sul core "Agena" derivante dal progetto K10 (poi rinominato come "stars core architecture"). Congiuntamente AMD ha presentato anche la piattaforma denominata "Spider" costituita da CPU Phenom, scheda madre con chipset AMD e Scheda video AMD Radeon della serie HD3800, questa piattaforma è la prima in assoluto ad essere costituita interamente con componenti della stessa azienda ed è il frutto dell'acquisizione da parte di AMD di ATI.
Nel novembre del 2007 l'8,1% della società viene acquisito da una società di Abu Dhabi.
Il 29 novembre 2007 ha inaugurato un nuovo centro di ricerca e sviluppo in India nella città di Bangalore. Il centro si occuperà dell'ottimizzazione dei processori a 45 nm.
Nel gennaio 2008 presentando i resoconti finanziari del 2007 mette a bilancio una svalutazione di 1,6 miliardi di dollari legata alla controllata ATI Technologies.
Nel 2008 AMD ha avuto difficoltà a tenere il passo nella competizione con Intel sul piano delle prestazioni nel settore desktop a causa dell'inferiorità delle prestazioni delle CPU Phenom a seguito delle quali la società è stata costretta a proporle nella sola fascia di medio e basso livello; nel comparto server ottenne risultati superiori alla controparte. Con il rilascio a inizio 2009 delle CPU Phenom II il distacco prestazionale si è sostanzialmente annullato permettendo ad AMD di riproporre nuove soluzioni al top di gamma paragonabili al top delle CPU Intel.
Fu annunciata in aprile 2008 una riduzione del 10% del personale e il ritorno alla produzione in volumi del processore Barcelona sospesa poco dopo l'annuncio a causa di un bug. AMD successivamente, nonostante i problemi finanziari, ha presentato sul mercato una nuova piattaforma per notebook, nome in codice Puma, che si ripromette essere una novità assoluta in campo multimediale nel suddetto segmento dei notebook. Puma è costituita da una combine di 4 prodotti: un processore AMD Turion X2 Ultra o solo X2, una scheda madre basata sul chipset 780G, in grado di riprodurre flussi video Full HD 1920×1080 pixel in modo fluido e con solo l'utilizzo del chipset; una sottosezione video integrata basata sul chip HD3200, compatibile con le DirectX 10 e tre volte più veloce della soluzione Intel GMA X3100; come ultimo componente, una scheda di rete wireless certificata 802.11n prodotta da un partner commerciale di AMD. Sempre nel campo dei notebook AMD ha introdotto la tecnologia Xgp (External Graphic Platform), che permette di utilizzare una scheda video esterna che, con gli opportuni driver, può essere utilizzata come scheda video principale o come supplemento a quella integrata; la connessione avviene tramite un connettore proprietario in grado di garantire una banda di tipo PCI Express 2.0 8x.

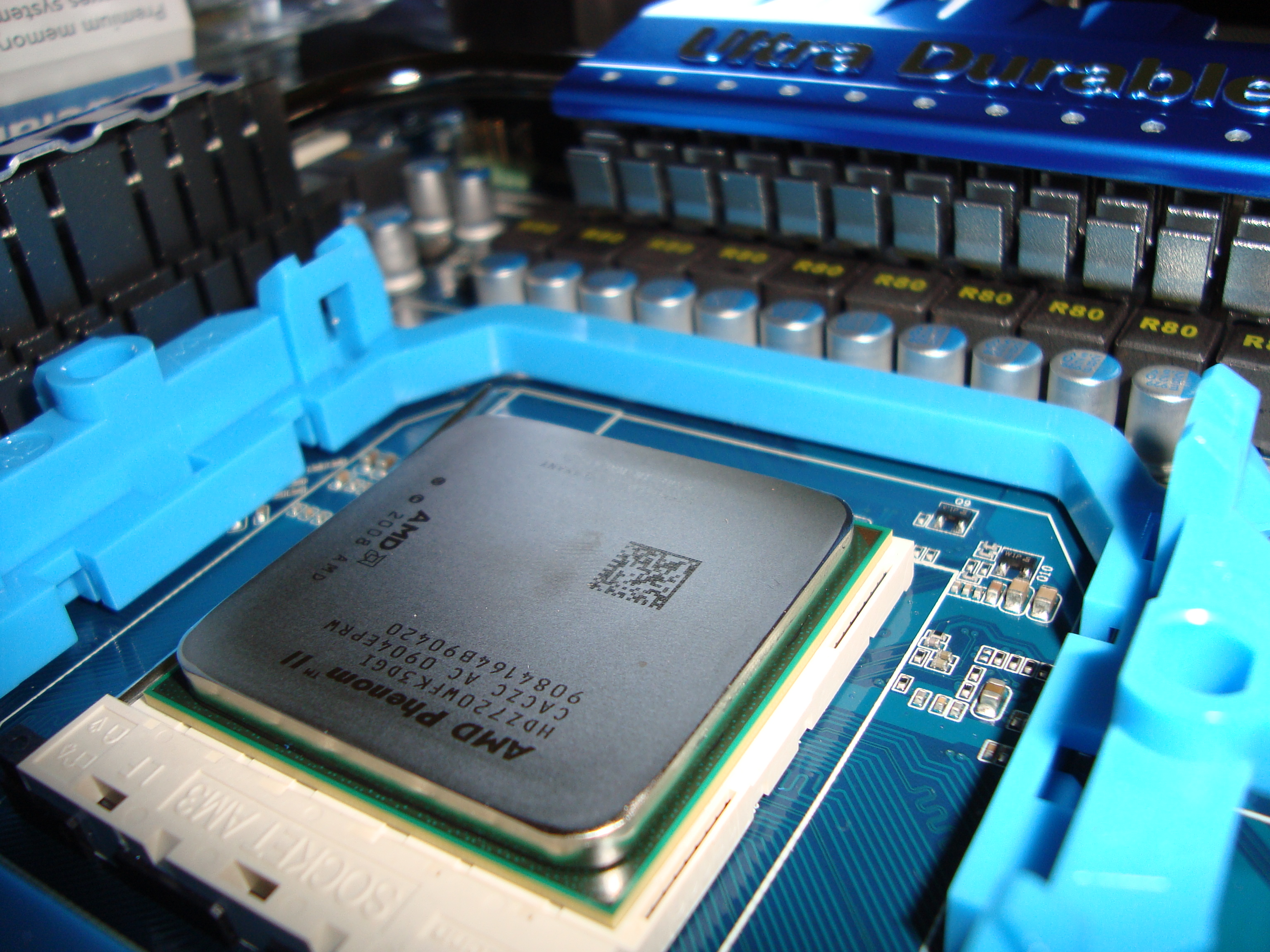
Un processore AMD Phenom II X3 720 Black Edition disposto sul socket

Dal 18 luglio 2008 Dirk Meyer è nuovo Amministratore Delegato di AMD. Quest'ultimo ha dichiarato alla stampa l'intenzione di riorganizzare completamente l'asset dell'azienda, introducendo il cosiddetto Asset light che consisterebbe nella divisione dell'azienda in una parte, dedita alla progettazione e alla ricerca dei prodotti (CPU e chipset), e da un'altra dedita alla fabbricazione di tali prodotti. L'Asset Light dovrebbe essere introdotto verso la fine del 2008.
AMD ha proposto le prime CPU a 45 nm, nome in codice Deneb (le cpu Phenom II, appunto), presso il CES di Las Vegas, verso dicembre. Queste CPU sono inizialmente disponibili solo per socket AM2+, con il supporto a sola memoria DDR2, poi saranno rese avviabili anche per socket AM3 con supporto sia a memorie DDR2 che a DDR3.
Da metà febbraio 2009 sono disponibili in Italia i primi processori Phenom II su socket AM3. I più diffusi processori ora in commercio in Italia appartenenti alla "famiglia" Phenom II sono i modelli 710, 720 e 810.
Nel periodo estivo del 2009 AMD ha immesso nel mercato vari processori appartenenti alla famiglia Phenom II e Athlon II. Tra i nuovi processori si possono notare alcuni modelli ben predisposti all'overclock quali Phenom II X2 550 Black Edition e il Phenom II X3 720 Black Edition.
Il 27 aprile 2010 AMD ha messo in commercio le prime 2 cpu desktop Phenom II X6; il 1055T (2.8 GHz) e il 1090T (3.2 GHz). Entrambe le cpu sono dotate di 6 cores.
Il 20 giugno 2011 AMD ha introdotto la famiglia di APU Llano costruite a 32 nm.
Il 12 ottobre 2011 AMD ha messo in commercio la famiglia di cpu FX composta da processori a 8,6 e 4 cores a 32 nm (ad esempio AMD FX-8320 o AMD FX-8350).
Nel secondo trimestre 2012 ha commercializzato la famiglia di APU Trinity, successore di Llano e con un moderato incremento di prestazioni sia nella parte CPU che in quella grafica.
A settembre 2012 viene presentato il nuovo socket FM2, una versione migliorata di FM1
A metà 2016 viene presentato il nuovo socket AM4, per i processori di serie FX, A10, A12 basati su architettura Zen.

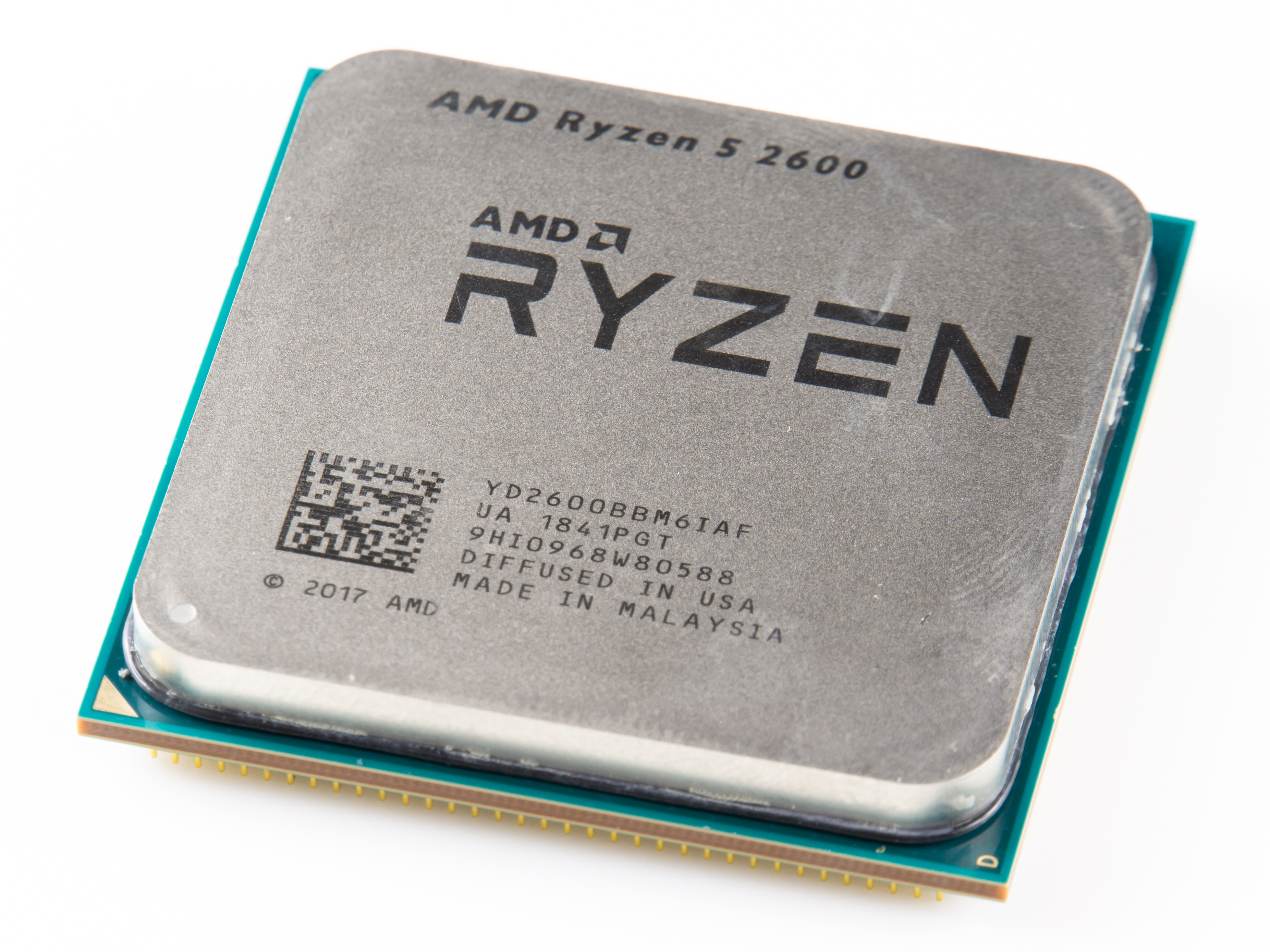
Un AMD Ryzen 5 2600

A marzo 2017 viene presentata la nuova serie di processori AMD Ryzen per socket AM4, con 8C/16T, 6C/12T, 4C/8T, 4C/4T (Rispettivamente, Core e Thread).
Al CES di gennaio 2019, AMD ha presentato il rinnovamento dell'intera gamma di processori per portatili della famiglia Ryzen:
- AMD Ryzen 7 3750H: 4 core, 8 thread, 10 core GPU con clock da 2,3 GHz a 4,0 GHz
- AMD Ryzen 7 3700U: 4 core, 8 thread, 10 core GPU con clock da 2,3 GHz a 4,0 GHz
- AMD Ryzen 5 3550H: 4 core, 8 thread, 8 core GPU con clock da 2,3 GHz a 3,7 GHz
- AMD Ryzen 5 3500U: 4 core, 8 thread, 8 core GPU con clock da 2,1 GHz a 3,7 GHz
- AMD Ryzen 3 3300U: 4 core, 4 thread, 6 core GPU con clock da 2,1 GHz a 3,5 GHz
- AMD Ryzen 3 3200U: 2 core, 4 thread e 3 GPU con clock da 2,6 GHz a 3,5 GHz

Insieme a questi modelli sono stati presentati anche i nuovi microprocessori Athlon 300U, di categoria entry level con due core, quattro thread e frequenze di lavoro tra 2,4 e 3,3 GHz.
AMD annuncia ad ottobre del 2020 i nuovi Ryzen della serie 5000, acquistabili dal 5 novembre, che hanno un incremento rispetto alla serie precedente (la serie 3000) del 26% circa.
In particolare:
- AMD Ryzen 9 5950X: Top di gamma della serie, 16C/32T, con frequenza base 3,4 GHz e boost a 4,9 GHz
- AMD Ryzen 9 5900X: CPU Sempre della fascia enthusiast, 12C/24T, con frequenza base di 3,7 GHz e boost a 4,8 GHz
- AMD Ryzen 7 5800X: CPU Di fascia alta, 8C/16T, con frequenza base 3,8 GHz e boost a 4,7 GHz
- AMD Ryzen 5 5600X: CPU di fascia mainstream (fascia media), 6C/12T, con frequenza base di 3,7 GHz e boost a 4,6 GHz

Il 14 febbraio 2022 AMD completa l'acquisizione di Xilinx.
Durante il Computex 2022 AMD ha presentato le sue nuove schede madri serie 600 con il nuovo socket AM5, il supporto ufficiale alle memorie DDR5 e il PCIE 5.0; inoltre, sempre durante il Computex 2022, AMD ha annunciato che i futuri Ryzen 7000 arriveranno a un massimo di 16 core che supereranno i 5 GHz. In seguito AMD ha presentato la tecnologia che implementa AMD Smart Access Memory e il Microsoft Direct Storage, denominata AMD SAS (Smart Access Storage), e la nuova tecnologia di upscaling FSR 2.0.

## Altre piattaforme e tecnologie

### Chipset AMD
Prima del lancio del processore Athlon 64 nel 2003, AMD progetta dei chipset per i loro processori di generazione K6, K7, in particolare i chipset AMD-640, AMD-751 e AMD-761. La situazione cambiò nel 2003 con il rilascio dei processori Athlon 64, AMD scelse di non progettare altri propri chipset per il loro processori, bensì decise di rendere "aperta" la loro piattaforma permettendo così ad altre aziende di progettare i loro chipset. Come ad esempio "ATI, VIA e SiS che sviluppano i chipset per il processore Athlon 64 e per i più recenti Athlon 64 X2 e Athlon 64 FX, inclusi i chipset progettati da Nvidia Quad FX platform.
L'iniziativa venne promossa pure con il rilascio dei processori per server Opteron, nel 2004 AMD non progettò più chipset per i loro sistemi server, si fermò dopo la produzione del AMD-8111, e rese "aperta" anche la loro piattaforma server per i processori Opteron. Oggi, le uniche altre aziende che producono chipset per i processori Opteron sono NVIDIA e Broadcom.
Non appena la compagnia, nel 2006, completò l'acquisizione della ATI Technologies, AMD ebbe a disposizione il team di progettisti che precedentemente avevano sviluppato i chipset Radeon Xpress 200 ed il Radeon Xpress 3200. Nel febbraio del 2007, AMD annunciò la produzione di processori grafici integrati nel chipset IGP e fu la prima ad implementare le porte HDMI 1.2 nelle loro schede madri.
AMD nel 2009 tornò a produrre i chipset per i server di nuova generazione AMD 800S series server chipsets.
Con l'uscita dei Ryzen 3000 AMD rilasciò i chipset AMD 500 che comprendono:
- AMD B550
- AMD X570

Con una l'annuncio del rilascio dei Ryzen 7000, AMD annunciò le schede madri con chipset AMD 600 con il nuovo socket AM5, comprendono:
- AMD B650
- AMD X670
- AMD X670E (E sta per extreme)

### AMD Live!
AMD Live! È una piattaforma d'iniziativa commerciale incentrata su consumatori di dispositivi d'intrattenimento, con il recente annuncio dell'iniziativa Active TV per lo streaming di video su internet di servizi web come YouTube, all'interno di AMD Live! AMD propone uno schema di periferiche collegate a TV digitali connessi insieme come pc.

### La piattaforma AMD Quad FX
La piattaforma AMD Quad FX, permette di collegare 2 processori attraverso HyperTransport, molto simile ad un sistema server a 2 processori, escludendo l'uso di memoria buffer e moduli DIMM, questa piattaforma include due processori della serie Athlon 64 FX-70. La piattaforma ciò che AMD chiama "megatasking", poiché la piattaforma AMD Quad FX permette appunto di eseguire diversi task in un unico sistema.

### Piattaforma desktop
A cominciare dal 2007, AMD, seguendo Intel, cominciò ad usare dei nomi in codice per le proprie piattaforme desktop come ad esempio Spider o Dragon. Le piattaforme, a differenza di Intel, si aggiornarono ogni anno, incentrandosi sulla specializzazione della piattaforma, la quale include componenti come processori AMD, chipset, grafiche ATI, continuando un approccio di tipo "aperto" accettando componentistica da parte di altri produttori come VIA, SiS e Nvidia ed altre case sviluppatrici di prodotti wireless.

## Software
Oltre a produrre i driver necessari per il proprio hardware, AMD fornisce piattaforme di sviluppo, SDK e strumenti vari, per sfruttare a pieno le proprie tecnologie. Non potendo contrastare gli altri produttori sul fronte delle tecnologie software proprietarie, negli ultimi anni AMD ha spinto molto sul fronte delle tecnologie aperte e disponibili, per esempio essendo una delle aziende che lanciarono la HSA Foundation.

### Mantle
Mantle è un insieme di API di basso livello introdotte da AMD nel 2014 che sfruttano la tecnologia Core Next per un utilizzo più efficiente delle GPU in giochi e applicazioni. Mantle è stata poi integrata nella tecnologia Vulkan, resa aperta e mantenuta dal Kronos Group.

### CodeXL
CodeXL è una piattaforma di sviluppo che comprende un profiler delle prestazioni per cpu e gpu, un debugger per gpu e una serie di altri strumenti che aiutano lo sviluppo di software (incluso un HSA profiler). Dalla versione 2.0 è completamente open e ha perso la denominazione AMD CodeXL per diventare solamente CodeXL. La piattaforma è pienamente integrabile anche in altri tools di sviluppo come, per esempio, Microsoft Visual Studio.

## La grafica targata AMD
Dal 30 agosto 2010, giorno in cui AMD dismette il marchio ATI di cui è in possesso dal 2006, i driver e tutte le nuove generazioni di schede video a partire dalla Radeon HD 6000 series compresa, sono denominati AMD Radeon.
Sono di seguito riportate le serie prodotte riportanti il nuovo brand:
Serie AMD Radeon HD
- AMD Radeon HD 6000: rispetto alla generazione precedente le principali innovazioni sono costituite dal supporto del 3D stereoscopico e di protocolli quali HDMI 1.4a e DisplayPort 1.2.
- AMD Radeon HD 7000: questa nuova generazione di schede video ha GPU prodotte con litografia a 28 nm. Per i prodotti di fascia alta derivati dal core di calcolo chiamato in codice Tahiti (HD 7870 XT, 7950, 7970 e 7990) è stata abbandonata l'architettura VLIW, implementata nella generazione precedente, a favore dell'approccio Graphics Core Next specificatamente studiato per calcoli GPGPU.
- AMD Radeon R5: GPU a litografia 40 nm, progettata per PCI Express 2.0, con velocità di clock massima pari a 625 MHz, supporta le seguenti tecnologie: 
  - AMD Eyefinity con cui è in grado di gestire più monitor contemporaneamente;
  - AMDHD3D, con cui è possibile gestire immagini e video in 3D.
- AMD Radeon R7: GPU a litografia 28 nm, progettata per PCI Express 3.0, con velocità di clock massima pari a 1,1 GHz per i modelli più recenti (AMD R7 260X). Supporta tutte le tecnologie della famiglia R5, a cui si aggiungono:
  - AMD TrueAudio per una gestione ottimale dell'audio,
  - AMD PowerPlay permette alla GPU di abbassare le frequenze di clock per risparmiare in caso di inattività, i consumi si azzerano quasi del tutto grazie al supporto ulteriore della tecnologia AMD ZeroCore,
  - AMD PowerTune accelera la GPU per offrire prestazioni migliori laddove richiesto, in particolare per attività di gaming.
- AMD Radeon R9: GPU a litografia 28 nm, progettata per PCI Express 3.0, raggiunge velocità di clock vicine ad 1 GHz. Supporta tutte le tecnologie della famiglia R7. Le differenze principali con la serie minore riguardano le specifiche tecniche: le schede della famiglia R9 raggiungono dimensioni di 8 GB GDDR5, contro i 4 GB GDDR5 della famiglia R7(una sola, ovvero la R7 370 con le versioni da 2 e 4 GB GDDR5). I modelli R9 295X2, R9 390 e R9 390x raggiungono le dimensioni di 8 GB GDDR5.
- AMD Radeon RX: GPU a litografia 14 nm, progettata per PCI Express 3.0, la frequenza massima raggiunta (nella versione di stock) è 1080 MHz della RX 480, in modalità turbo raggiunge i 1266 MHz, e sempre la stessa scheda raggiunge un massimo di 8Gb di Vram dedicata in formato GDDR5. Gli altri modelli della gamma AMD RX ovvero RX 470 e RX460 raggiungono i 4GB di memoria GDDR5. La RX 480 supporta le seguenti tecnologie:
  - AMD LiquidVR, un'accelerazione per visori VR quali: HTC Vive, Oculus e Sulon;
  - Radeon WattMan, un software integrato per sfruttare al meglio la scheda.

A gennaio 2019 è uscita la Radeon VII, la prima con architettura a 7 nanometri. Tuttavia, la sua vita è stata breve e già a luglio si è potuta registrare una sua uscita di scena. A prendere il suo posto è stata la Radeon RX 5700.
Tra i nuovi modelli che potrebbero uscire a metà ottobre (se non prima) si trovano la scheda Radeon RX 5600 e Radeon RX 5500, che si baseranno su architettura Navi e risulteranno le versioni economiche delle schede Radeon RX 5700 XT e Radeon RX 5700. È probabile che la GPU Navi 14 sarà integrata nelle Radeon RX 5600 e la Navi 12 nelle Radeon RX 5500. Le schede Radeon RX 590, Radeon RX 580 e Radeon RX 570 verrebbero così sostituite da queste nuove proposte.
Il 28 ottobre 2020 AMD ha presentato ufficialmente la propria serie di schede grafiche AMD Radeon 6000 Series basate su architettura RDNA 2 a 7 nanometri (miglioramento di RDNA) che supporta le API DirectX12_2 Ultimate, Vulkan 1.3 e dovrebbe portare un miglioramento del Decoding ed Encoding video grazie alla tecnologia VideoCoreNext 3.0 di AMD.
Durante la presentazione AMD ha presentato 3 schede:
- Radeon RX6900XT
- Radeon RX6800XT
- Radeon RX6800

Successivamente AMD annunciò altre schede:
- Radeon RX6700XT
- Radeon RX6600XT
- Radeon RX6600
- Radeon RX6500XT
- Radeon RX6400

Nel 2022 Annunciò delle versioni migliorate di alcune schede che dovrebbero avere un incremento della velocità di banda delle memorie GDDR6 e delle frequenze più elevate:
- Radeon RX6950XT
- Radeon RX6750XT
- Radeon RX6650XT

Il 3 novembre 2022 AMD ha annunciato la nuova serie di GPU RDNA3 ed è stata la prima architettura MCM per GPU.
La nuova architettura dovrebbe portare miglioramenti in Ray-Tracing, il supporto della displayport 2.1, e un nuovo Dual Media Engine con supporto per codifica e decodifica AV1. in più nelle nuove schede Radeon 7000 è presente l'infinity cache di seconda generazione.
Lista di schede che montano architettura RDNA 3:
- AMD Radeon RX 7900XTX
- AMD Radeon RX 7900XT